# Elaine Goldsmith-Thomas
Elaine Goldsmith-Thomas (geborene Elaine Goldsmith) ist eine US-amerikanische Filmproduzentin.
Goldsmith-Thomas begann ihre berufliche Laufbahn als Sekretärin bei der Künstler-Agentur William Morris Agency. Nach einer Beförderung zur Agentin im Jahr 1985 wechselte sie an die renommierte Agentur International Creative Management, wo sie als Agenturleiterin des New Yorker Büros dreizehn Jahre lang die Interessen prominenter Künstler, wie beispielsweise von Julia Roberts, Jennifer Lopez, Jennifer Connelly, Tim Robbins und Susan Sarandon, vertrat.
Am 15. Oktober wechselte sie zu dem von Joe Roth gegründeten Filmstudio Revolution Studios, wo sie seither als Vorstandsmitglied und Leiterin der New Yorker Niederlassung Filmprojekte beaufsichtigt und entwickelt. Daneben arbeitet sie auch noch für Julia Roberts’ Produktionsfirma Red Om und dessen Geschäftsführerin Deborah Schindler. Ihre erste Komödie, Manhattan Love Story aus dem Jahr 2002, entstand wie auch viele spätere Produktionen als Kooperation mit Schindler. Es folgten viele erfolgreiche Kino- und Fernsehprojekte, die sich ähnlich wie Manhattan Love Story in den Bereich der romantischen Komödie einordnen lassen.
Sie ist in erster Ehe mit Daniel Thomas, einem Sohn eines Richters am State Supreme Court, verheiratet.

## Filmografie
Produzentin
- 2002: Manhattan Love Story (Maid in Manhattan)
- 2003: Queen Supreme (Fernsehserie)
- 2003: Mona Lisas Lächeln (Mona Lisa Smile)
- 2004: Die Ex-Freundinnen meines Freundes (Little Black Book)
- 2007: Verführung einer Fremden (Perfect Stranger)
- 2008: Kit Kittredge: An American Girl
- 2009: Bandslam – Get Ready to Rock! (Bandslam)
- 2015: The Boy Next Door
- 2018: Manhattan Queen (Second Act)
- 2019: Hustlers
- 2022: Marry Me – Verheiratet auf den ersten Blick (Marry Me)
- 2022: Shotgun Wedding – Ein knallhartes Team (Shotgun Wedding)
- 2023: The Mother
- 2024: Atlas
- 2024: Unaufhaltsam (Unstoppable)

Executive Producerin
- 2005: Felicity: An American Girl Adventure (Fernsehfilm)
- 2013–2018: The Fosters (Fernsehserie)
- 2015: Neighborhood Sessions: Jennifer Lopez (Fernsehfilm)
- 2019–2024: Good Trouble (Fernsehserie)